# Râul Holod
Râul Holod este un curs de apă, afluent al râului Crișul Negru. Cursul superior al râului, amonte de localitatea Luncasprie este cunoscut sub denumirea de Râul Vida

## Hărți
- Harta munții Pădurea Craiului  Arhivat în 16 ianuarie 2010, la Wayback Machine.
- Harta munții Apuseni